# Regina Honu

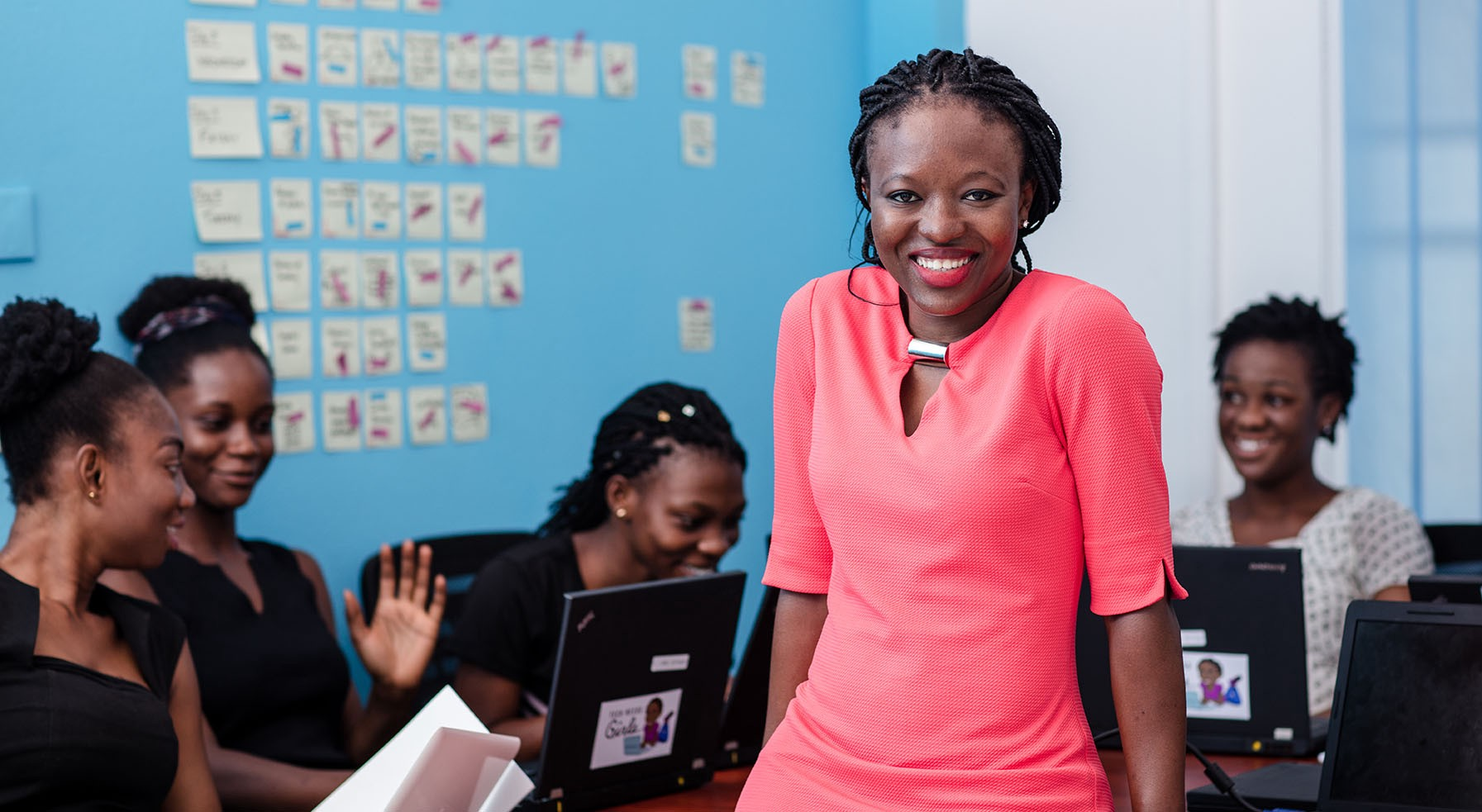
Regina Honu dạy các cô gái viết mã nguồn & tạo ra công nghệ

Regina Honu là một doanh nhân xã hội Ghana, nhà phát triển phần mềm và người sáng lập Soronko Solutions, một công ty phát triển phần mềm ở Ghana. Cô mở Học viện Soronko, trường thiết kế mã hóa và lấy con người làm trung tâm đầu tiên dành cho trẻ em và thanh niên ở Tây Phi.
Regina đã nhận được nhiều giải thưởng, bao gồm cả việc được CNN đặt tên là một trong 12 phụ nữ truyền cảm hứng đá STEM. Cô cũng được mệnh danh một trong sáu phụ nữ có ảnh hưởng đến Tech ở Châu Phi và là một trong mười nữ doanh nhân sẽ theo dõi tại các nền kinh tế mới nổi.
Regina đã nhận được sự chú ý với các tính năng trên các nền tảng như CNN African Voices, BBC, Deutsche Welle, Aljazeera  cũng như blog Optimatient Optimist của The Bill và Melinda Gates Foundation.
Cô được mệnh danh là Đại sứ thương hiệu Vlisco 2016. Trong một cuộc phỏng vấn với Start-Up Châu Phi của CNN, cô được mô tả là một bậc thầy công nghệ Ghana, người muốn phát triển thế hệ phụ nữ tiếp theo trong công nghệ.

## Quan hệ đối tác
Là một phần của Ngày Tự kỷ Thế giới 2018, Regina Honu hợp tác với Đại sứ Tự kỷ của Ghana cho một phiên nhận thức về Tự kỷ. Phiên họp này đã giúp tạo ra nhận thức về bệnh tự kỷ và giới thiệu Ứng dụng hỗ trợ tự kỷ cho phép các gia đình có trẻ em mắc chứng Tự kỷ truy cập thông tin từ các chuyên gia về cách chăm sóc những đứa trẻ này.